# Litsea angulata
Litsea angulata är en lagerväxtart som beskrevs av Carl Ludwig von Blume. Litsea angulata ingår i släktet Litsea och familjen lagerväxter. Inga underarter finns listade i Catalogue of Life.